# Pontet
Pour les articles homonymes, voir Pontet (homonymie).

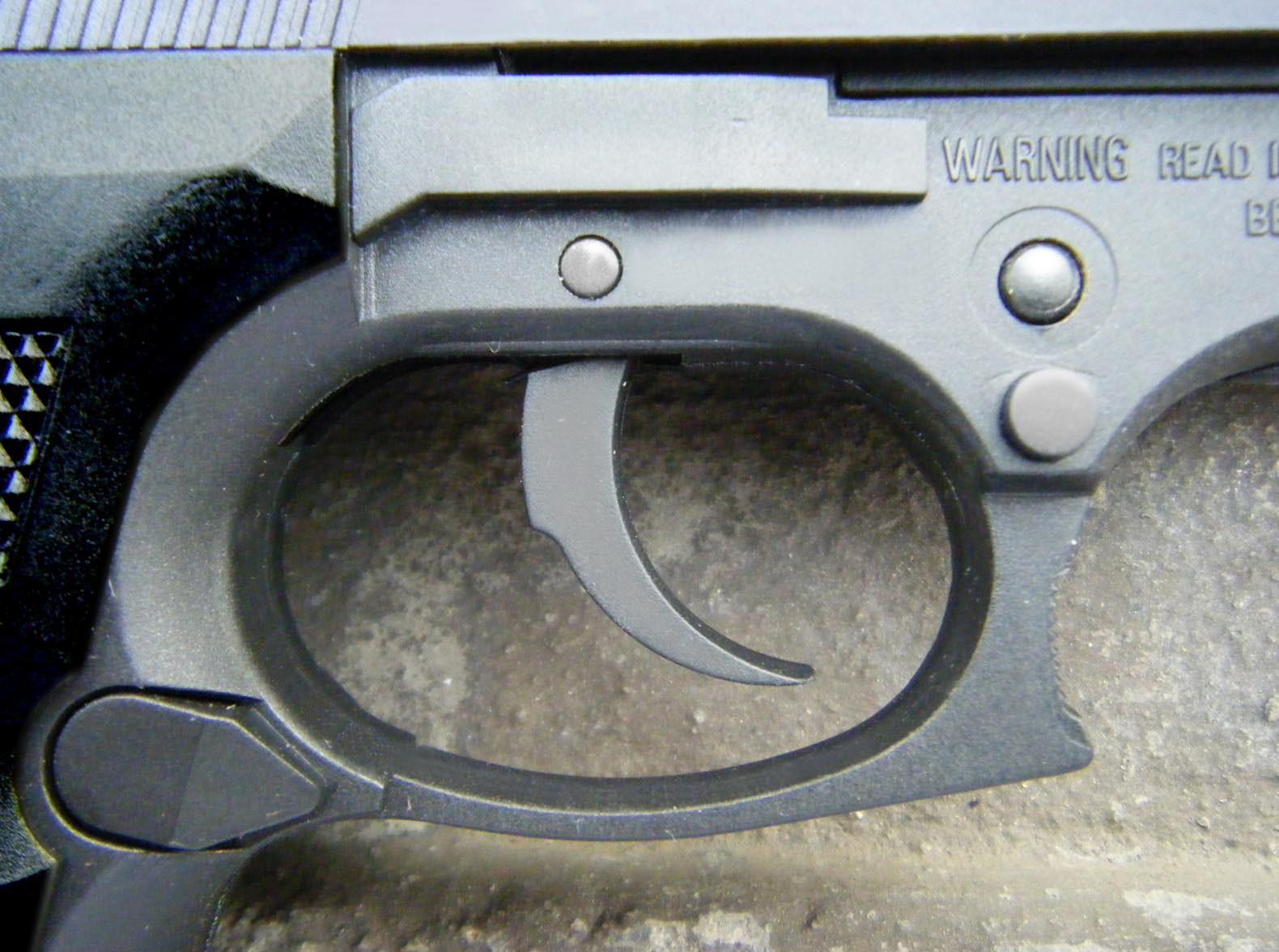
Pontet d'un pistolet. Sa forme est, à l’avant, adaptée à la morphologie du doigt.

Comparatif des deux versions du FAMAS. La seconde dispose d'un pontet permettant de faire feu avec des gants (en milieu arctique).

Le pontet est, sur une arme à feu, la boucle de métal protégeant la queue de détente d'une pression accidentelle.
Le pontet peut être de diverses formes ; les armes destinées à être utilisées l'hiver par un opérateur portant des gants auront ainsi un pontet de taille adaptée. De même, sur beaucoup de pistolets modernes, l'avant du pontet a une forme adaptée pour qu'un doigt, exerçant une pression dessus, aide à maîtriser le recul.